# Servignat
Servignat là một xã ở tỉnh Ain, vùng Auvergne-Rhône-Alpes thuộc miền đông nước Pháp.

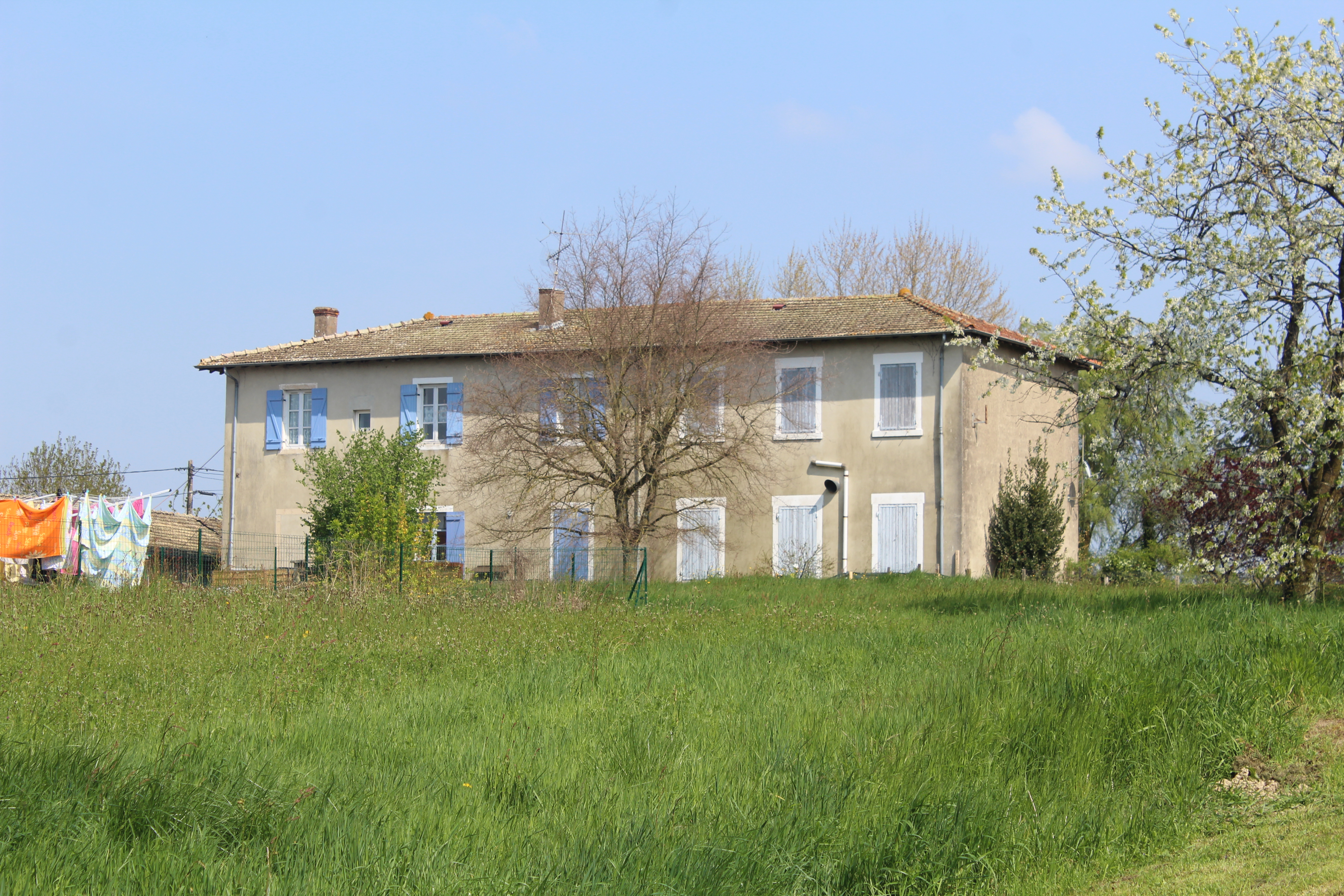
Tòa thị chính
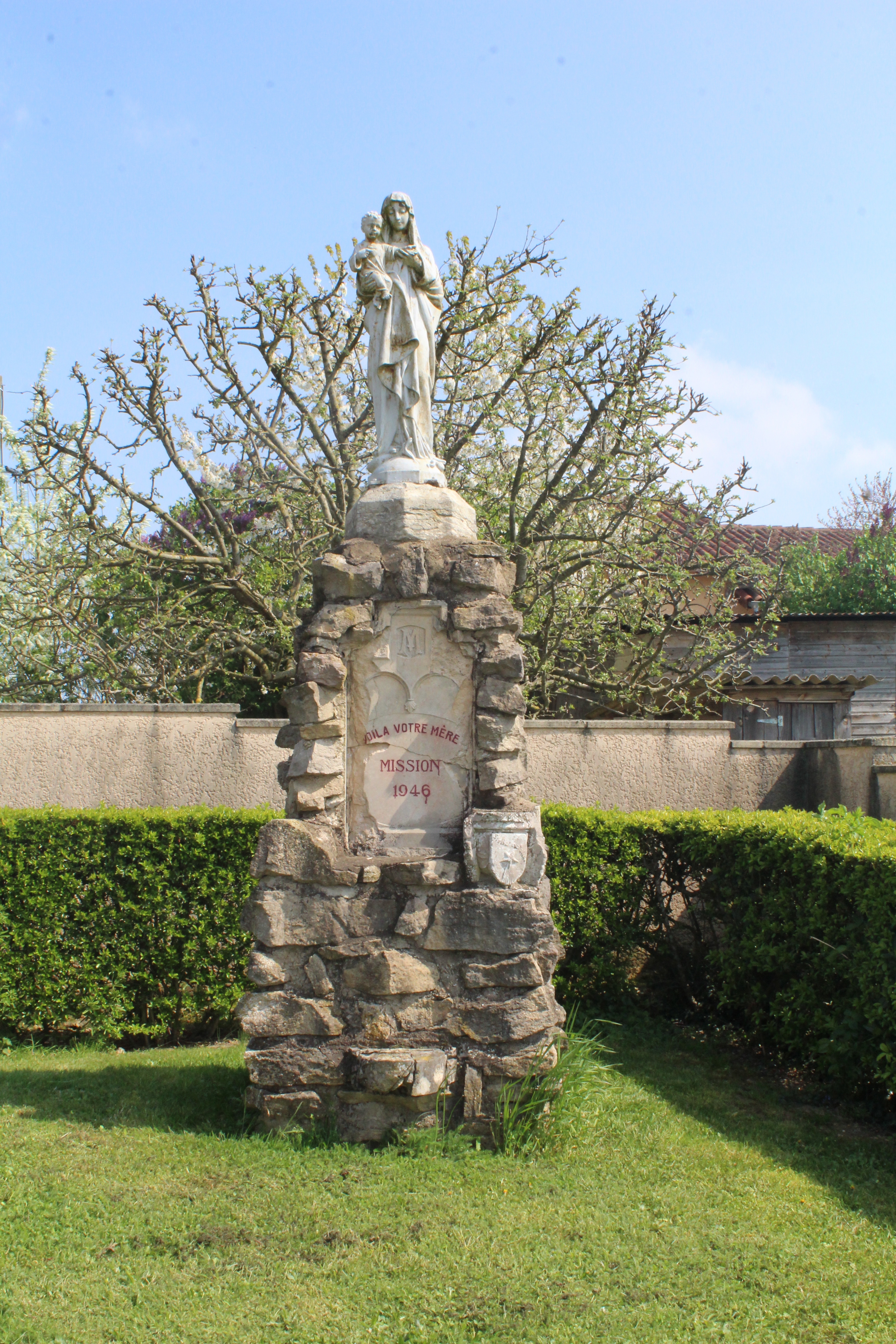
Tượng ở tòa thị chính
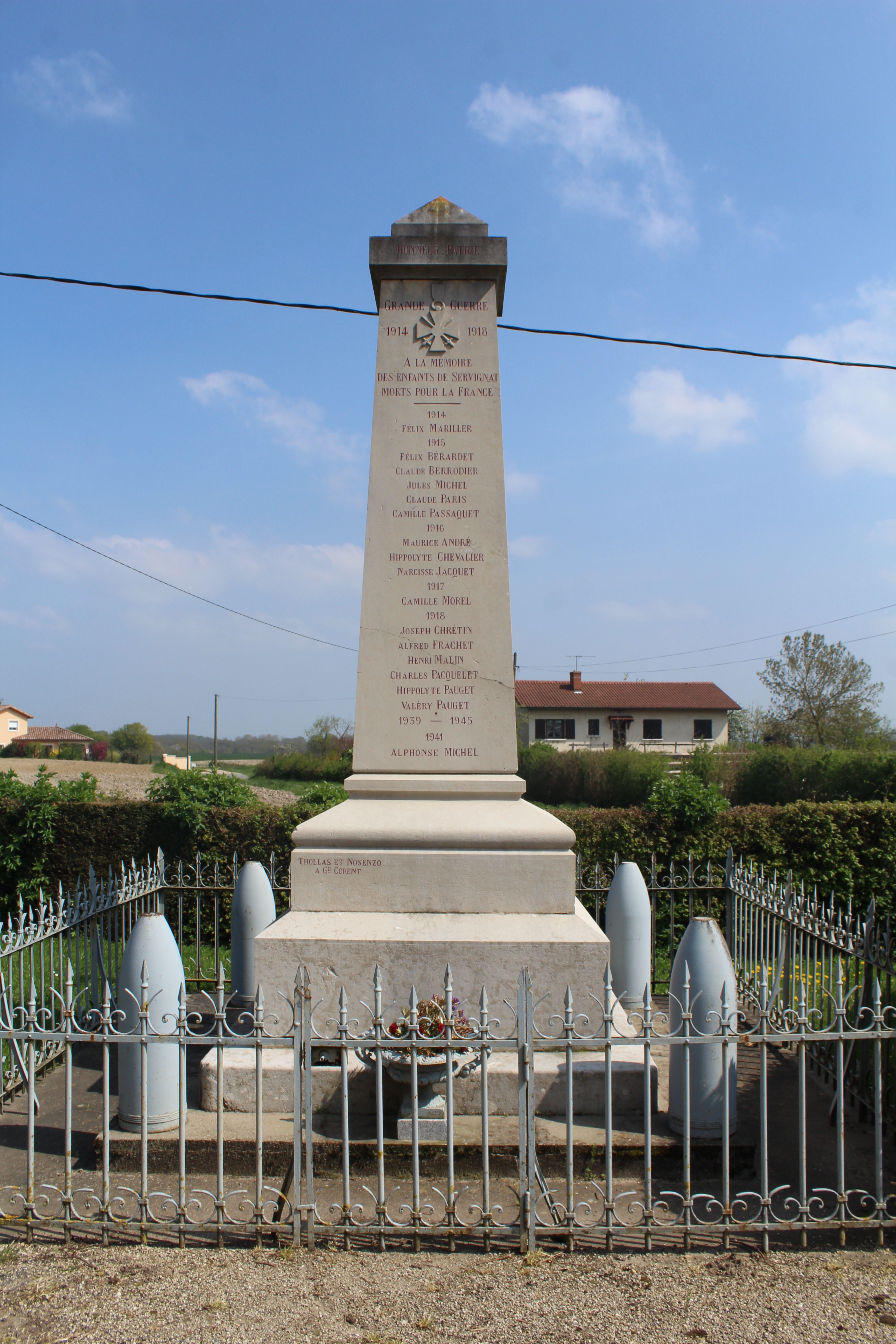
Đài tưởng niệm chiến tranh